# Hara Zamkavaya
Hara Zamkavaya är ett berg i Belarus. Det ligger i den västra delen av landet, 120 km väster om huvudstaden Minsk. Toppen på Hara Zamkavaya är 319 meter över havet, eller 43 meter över den omgivande terrängen. Bredden vid basen är 2,5 km.
Terrängen runt Hara Zamkavaya är huvudsakligen platt. Närmaste större samhälle är Horad Navahrudak, 3,3 km öster om Hara Zamkavaya.
Omgivningarna runt Hara Zamkavaya är en mosaik av jordbruksmark och naturlig växtlighet. Runt Hara Zamkavaya är det ganska glesbefolkat, med 34 invånare per kvadratkilometer.